# Johan Didrik Grönhagen
Johan Didrik Grönhagen, född 11 februari 1681 i Stockholm, död natten mellan den 3 och 4 februari 1738 i Visby, var en svensk ämbetsman.

## Biografi
Grönhagen blev student vid Kungliga Akademien i Åbo 1698, vid Uppsala universitet 1699 och i Halle 1700, innan han fick plats som sekreterare vid Kontributionsverket 1712 och sekreterare vid Högsta ordningsmannaämbetet 1718. Han utsågs till lagman i Västernorrlands lagsaga 1722 och var landshövding i Gotlands län från 1722 till sin död.
Johan Didrik Grönhagen upphöjdes den 5 juli 1731 till friherre. Hans söner introducerades 1756 på Riddarhuset under nr 238.